# باتريك ميخائيل هايز
باتريك ميخائيل هايز هو نقابي وسياسي كندي، ولد في 26 أكتوبر 1942 في ليكشور في كندا، وتوفي في 2 مايو 2011 في كندا. حزبياً، نشط في الحرب الديمقراطي الجديد لأونتاريو. وقد انتخب عضو برلمان مقاطعة أونتاريو.